# Taklak
Taklak (nep. टकलाक) – gaun wikas samiti w zachodniej części Nepalu w strefie Dhawalagiri w dystrykcie Parbat. Według nepalskiego spisu powszechnego z 2001 roku liczył on 322 gospodarstw domowych i 1646 mieszkańców (907 kobiet i 739 mężczyzn).